# Eryops
Eryops /ɛəri.ɒps/ có nghĩa là "vẽ ra mặt" bởi vì hầu hết các hộp sọ của nó đã được trước mắt của nó (tiếng Hy Lạp ἐρύειν, eryein = rút ra + ὤψ, ops = khuôn mặt) là một chi tiết của temnospondyls đổ bộ, đổ bộ. Nó chứa các loài đơn Eryops megacephalus, hóa thạch của nó được tìm thấy chủ yếu ở Permian sớm (khoảng 295 triệu năm trước) đá của Hạt Archer, Texas, nhưng cũng đã được tìm thấy ở cuối đá Carboniferous từ New Mexico. Một số bộ xương hoàn chỉnh của Eryops đã được tìm thấy trong đá Permian thấp hơn, nhưng xương sọ và răng là các hóa thạch phổ biến nhất của nó.